# آیزوواکاماتسو، فوکوشیما
آیزوواکاماتسو در استان فوکوشیما در کشور ژاپن  واقع شده است  که دارای جمعیت ۱۲۹٬۳۸۸ نفر و مساحت ۳۸۳٫۰۳ کیلومتر مربع با تراکم جمعیت ۳۳۸  نفر در کیلومترمربع است و در تاریخ ۴ ژانویه ۱۸۹۹ به عنوان شهر شناخته شد.